# Saint-Justin (Landes)
Pour les articles homonymes, voir Saint-Justin.
Saint-Justin est une bastide gasconne du sud-ouest de la France, située dans le département des Landes (région Nouvelle-Aquitaine).

## Géographie

### Localisation
Commune située au nord de Villeneuve-de-Marsan, à la porte de l'Armagnac, se situe Saint-Justin, traversé par deux importantes voies de communication, la D 933 et la D 626.

### Communes limitrophes
Les communes limitrophes sont Betbezer-d'Armagnac, Le Frêche, Labastide-d'Armagnac, Lacquy, Pouydesseaux, Saint-Gor, Saint-Julien-d'Armagnac, Sarbazan, Vielle-Soubiran et Estigarde.
| Sarbazan     | Saint-Gor    | Vielle-Soubiran, Estigarde (par un quadripoint), Saint-Julien-d'Armagnac |
| Pouydesseaux | Saint-Justin | Betbezer-d'Armagnac                                                      |
| Lacquy       | Le Frêche    | Labastide-d'Armagnac                                                     |

### Hydrographie
Le Corbleu, affluent gauche de la Douze, prend sa source sur la commune.

### Climat
Pour des articles plus généraux, voir Climat de la Nouvelle-Aquitaine et Climat des Landes.
Historiquement, la commune est exposée à un climat océanique aquitain.  
En 2020, Météo-France publie une typologie des climats de la France métropolitaine dans laquelle la commune est exposée à un climat océanique et est dans la région climatique  Aquitaine, Gascogne, caractérisée par une pluviométrie abondante au printemps, modérée en automne, un faible ensoleillement au printemps, un été chaud (19,5 °C), des vents faibles, des brouillards fréquents en automne et en hiver et des orages fréquents en été (15 à 20 jours).
Pour la période 1971-2000, la température annuelle moyenne est de 13,1 °C, avec une amplitude thermique annuelle de 14,5 °C. Le cumul annuel moyen de précipitations est de 953 mm, avec 11,8 jours de précipitations en janvier et 7,4 jours en juillet. Pour la période 1991-2020, la température moyenne annuelle observée sur la station météorologique la plus proche, située sur la commune de Créon-d'Armagnac à 10 km à vol d'oiseau, est de 13,1 °C et le cumul annuel moyen de précipitations est de 865,3 mm,. Pour l'avenir, les paramètres climatiques de la commune estimés pour 2050 selon différents scénarios d'émission de gaz à effet de serre sont consultables sur un site dédié publié par Météo-France en novembre 2022.

## Urbanisme

### Typologie
Au 1er janvier 2024, Saint-Justin est catégorisée commune rurale à habitat dispersé, selon la nouvelle grille communale de densité à sept niveaux définie par l'Insee en 2022.
Elle est située hors unité urbaine. Par ailleurs la commune fait partie de l'aire d'attraction de Mont-de-Marsan, dont elle est une commune de la couronne,. Cette aire, qui regroupe 101 communes, est catégorisée dans les aires de 50 000 à moins de 200 000 habitants,.

### Occupation des sols

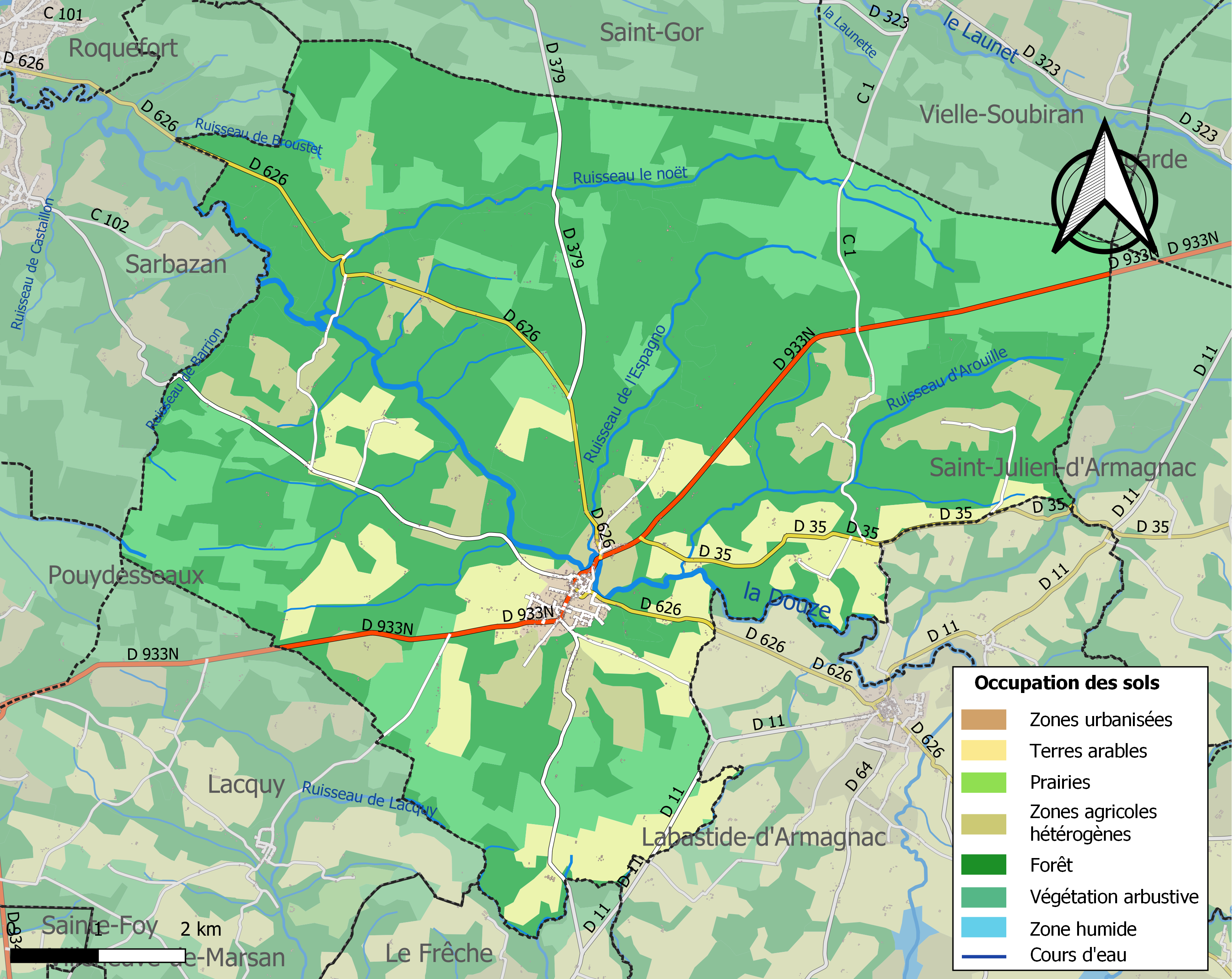
Carte des infrastructures et de l'occupation des sols de la commune en 2018 (CLC).

L'occupation des sols de la commune, telle qu'elle ressort de la base de données européenne d’occupation biophysique des sols Corine Land Cover (CLC), est marquée par l'importance des forêts et milieux semi-naturels (78,4 % en 2018), en augmentation par rapport à 1990 (77 %). La répartition détaillée en 2018 est la suivante : 
forêts (56,4 %), milieux à végétation arbustive et/ou herbacée (22 %), terres arables (11,9 %), zones agricoles hétérogènes (8,7 %), zones urbanisées (1 %). L'évolution de l’occupation des sols de la commune et de ses infrastructures peut être observée sur les différentes représentations cartographiques du territoire : la carte de Cassini (XVIIIe siècle), la carte d'état-major (1820-1866) et les cartes ou photos aériennes de l'IGN pour la période actuelle (1950 à aujourd'hui).

### Risques majeurs
Le territoire de la commune de Saint-Justin est vulnérable à différents aléas naturels : météorologiques (tempête, orage, neige, grand froid, canicule ou sécheresse), inondations, feux de forêts, mouvements de terrains et séisme (sismicité très faible). Il est également exposé à un risque technologique, le transport de matières dangereuses. Un site publié par le BRGM permet d'évaluer simplement et rapidement les risques d'un bien localisé soit par son adresse soit par le numéro de sa parcelle.

#### Risques naturels
Certaines parties du territoire communal sont susceptibles d’être affectées par le risque d’inondation par débordement de cours d'eau, notamment la Douze et le ruisseau de Corbleu. La commune a été reconnue en état de catastrophe naturelle au titre des dommages causés par les inondations et coulées de boue survenues en 1999 et 2009,.
Saint-Justin est exposée au risque de feu de forêt. Depuis le 20 avril 2016, les départements de la Gironde, des Landes et de Lot-et-Garonne disposent d’un règlement interdépartemental de protection de la forêt contre les incendies. Ce règlement vise à mieux prévenir les incendies de forêt, à faciliter les interventions des services et à limiter les conséquences, que ce soit par le débroussaillement, la limitation de l’apport du feu ou la réglementation des activités en forêt. Il définit en particulier cinq niveaux de vigilance croissants auxquels sont associés différentes mesures,.
Les mouvements de terrains susceptibles de se produire sur la commune sont des affaissements et effondrements liés aux cavités souterraines (hors mines) et des tassements différentiels. Par ailleurs, afin de mieux appréhender le risque d’affaissement de terrain, un inventaire national permet de localiser les éventuelles cavités souterraines sur la commune.

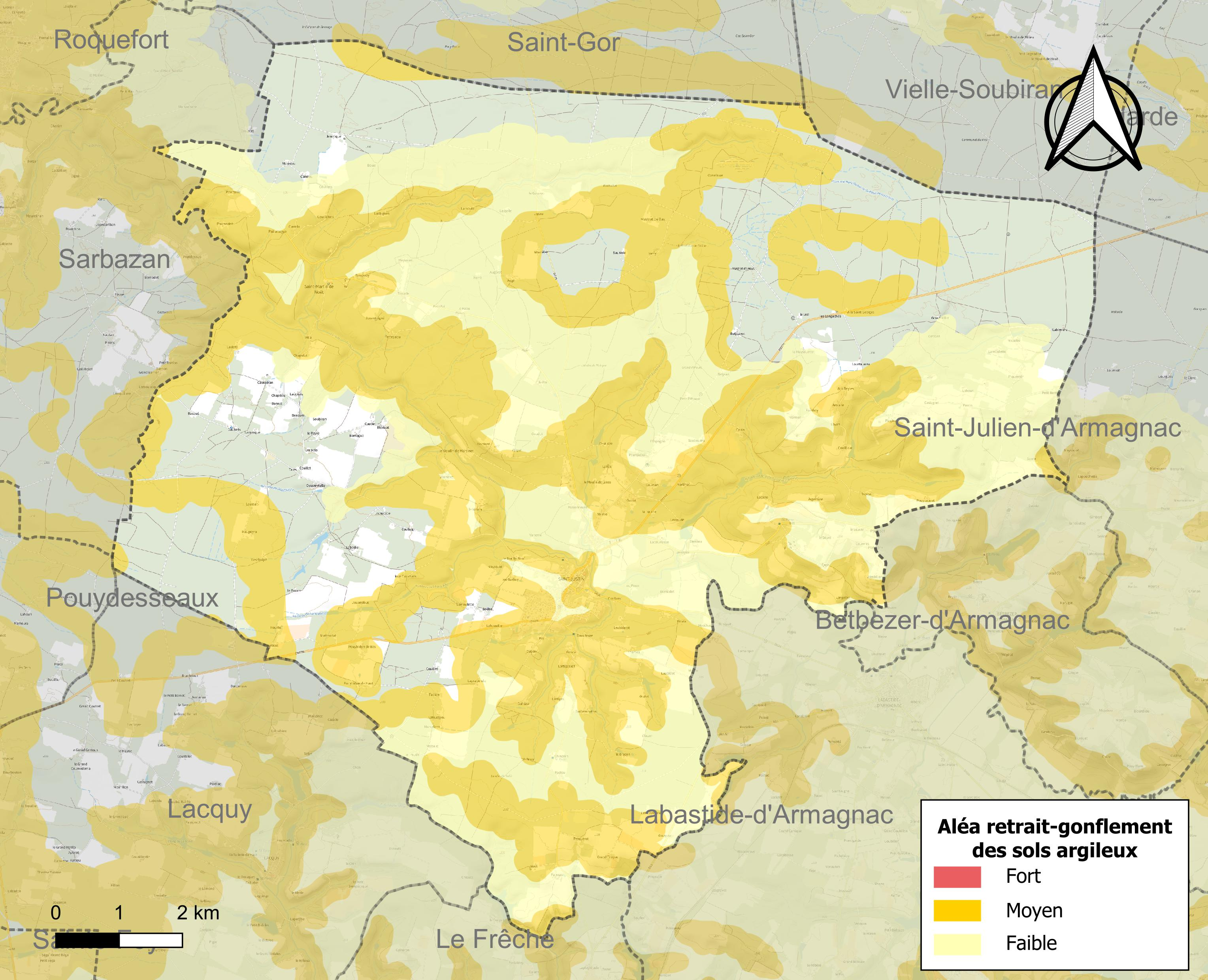
Carte des zones d'aléa retrait-gonflement des sols argileux de Saint-Justin.

Le retrait-gonflement des sols argileux est susceptible d'engendrer des dommages importants aux bâtiments en cas d’alternance de périodes de sécheresse et de pluie. 45 % de la superficie communale est en aléa moyen ou fort (19,2 % au niveau départemental et 48,5 % au niveau national). Sur les 531 bâtiments dénombrés sur la commune en 2019, 333 sont en aléa moyen ou fort, soit 63 %, à comparer aux 17 % au niveau départemental et 54 % au niveau national. Une cartographie de l'exposition du territoire national au retrait gonflement des sols argileux est disponible sur le site du BRGM,.
Concernant les mouvements de terrains, la commune a été reconnue en état de catastrophe naturelle au titre des dommages causés par des mouvements de terrain en 1999 et 2020.

#### Risques technologiques
Le risque de transport de matières dangereuses sur la commune est lié à sa traversée par une ou des infrastructures routières ou ferroviaires importantes ou la présence d'une canalisation de transport d'hydrocarbures. Un accident se produisant sur de telles infrastructures est susceptible d’avoir des effets graves sur les biens, les personnes ou l'environnement, selon la nature du matériau transporté. Des dispositions d’urbanisme peuvent être préconisées en conséquence.

## Histoire

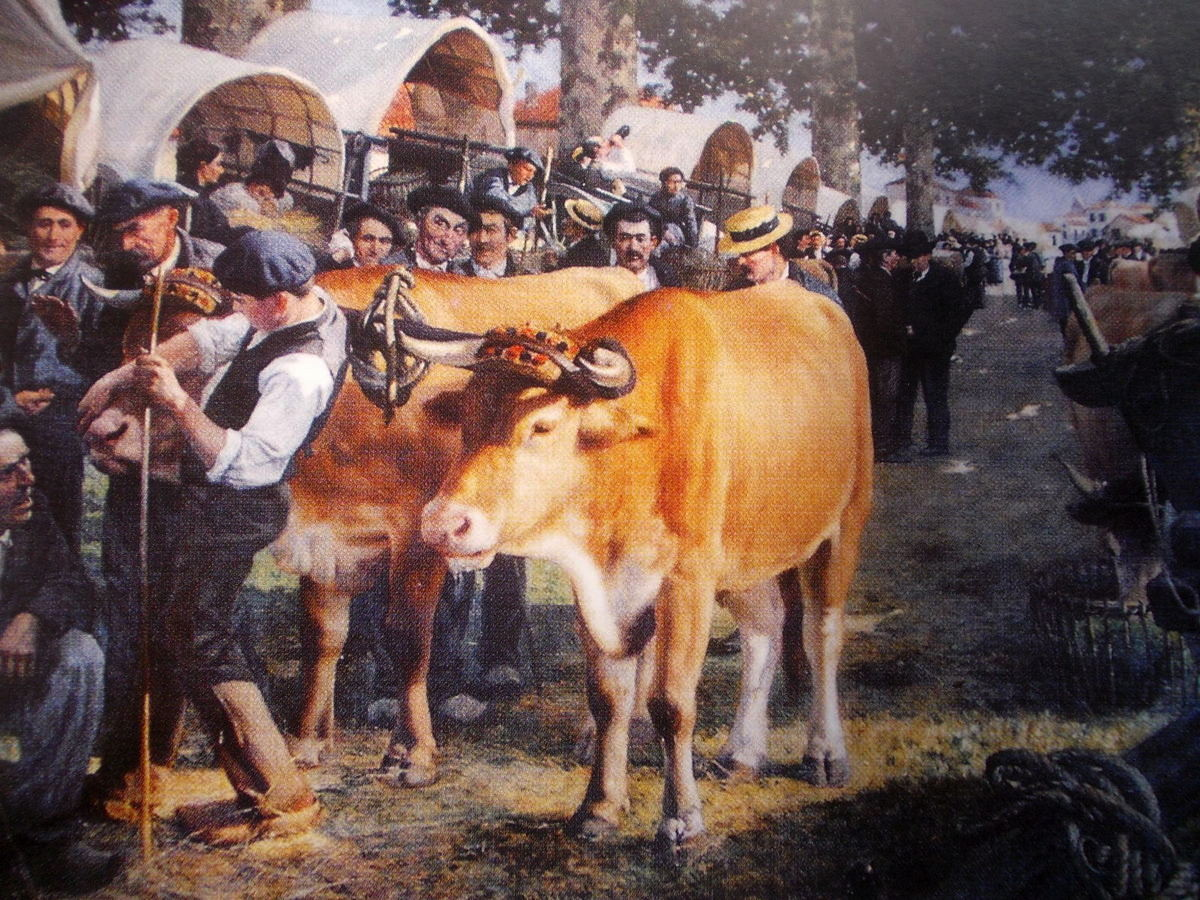
Peinture par Étienne Mondineu d'une foire à Saint-Justin en 1907.

La Grande Mademoiselle, cousine germaine du roi Louis XIV (et petite-fille d'Henri IV) y fit une grave chute de cheval en revenant du mariage royal avec l'infante d'Espagne à Saint-Jean-de-Luz en 1660.
En 1917, la devise de la commune était "Ton voisin est ton cousin". De nos jours cet adage est toujours usité par les nombreux partisans de la nature familiale du village.

### les Hospitaliers
En 1280, ce site stratégique est érigé en bastide par la vicomtesse de Marsan et les Hospitaliers de ordre de Saint-Jean de Jérusalem sans l’autorisation du roi d’Angleterre alors duc d'Aquitaine. Il connaît une destinée guerrière éprouvante : siège des Anglais pendant la guerre de Cent Ans, pillages et destructions lors des guerres de Religion et de la Fronde.

## Politique et administration

### Liste des maires
| Période                                  | Période  | Identité         | Étiquette | Qualité                                                                          |
| ---------------------------------------- | -------- | ---------------- | --------- | -------------------------------------------------------------------------------- |
| 1965                                     | 1971     | Maurice Lapeyre  |           |                                                                                  |
| 1971                                     | 1995     | Pierre Cassaigne |           |                                                                                  |
| juin 1995                                | 2008     | Paul Lafargue    |           |                                                                                  |
| mars 2008                                | En cours | Philippe Latry   | PS        | Directeur de la Maison du tourisme rural, président de la communauté de communes |
| Les données manquantes sont à compléter. |          |                  |           |                                                                                  |

## Démographie
L'évolution du nombre d'habitants est connue à travers les recensements de la population effectués dans la commune depuis 1793. Pour les communes de moins de 10 000 habitants, une enquête de recensement portant sur toute la population est réalisée tous les cinq ans, les populations de référence des années intermédiaires étant quant à elles estimées par interpolation ou extrapolation. Pour la commune, le premier recensement exhaustif entrant dans le cadre du nouveau dispositif a été réalisé en 2004.

En 2022, la commune comptait 1 015 habitants, en évolution de +4,1 % par rapport à 2016 (Landes : +5,78 %, France hors Mayotte : +2,11 %).
| 1793  | 1800 | 1806 | 1821  | 1831  | 1836  | 1841  | 1846  | 1851  |
| ----- | ---- | ---- | ----- | ----- | ----- | ----- | ----- | ----- |
| 1 280 | 701  | 967  | 1 489 | 1 608 | 1 661 | 1 667 | 1 777 | 1 841 |

| 1856  | 1861  | 1866  | 1872  | 1876  | 1881  | 1886  | 1891  | 1896  |
| ----- | ----- | ----- | ----- | ----- | ----- | ----- | ----- | ----- |
| 1 793 | 1 726 | 1 689 | 1 606 | 1 619 | 1 607 | 1 590 | 1 630 | 1 605 |

| 1901  | 1906  | 1911  | 1921  | 1926  | 1931  | 1936  | 1946  | 1954  |
| ----- | ----- | ----- | ----- | ----- | ----- | ----- | ----- | ----- |
| 1 577 | 1 599 | 1 463 | 1 254 | 1 252 | 1 183 | 1 085 | 1 032 | 1 039 |

| 1962  | 1968  | 1975 | 1982 | 1990 | 1999 | 2004 | 2006 | 2009 |
| ----- | ----- | ---- | ---- | ---- | ---- | ---- | ---- | ---- |
| 1 058 | 1 082 | 973  | 914  | 917  | 888  | 845  | 841  | 922  |

| 2014 | 2019  | 2022  | - | - | - | - | - | - |
| ---- | ----- | ----- | - | - | - | - | - | - |
| 985  | 1 001 | 1 015 | - | - | - | - | - | - |

## Lieux et monuments
Aujourd’hui, ce village fleuri d’Aquitaine restauré exprime le charme hérité de siècles d’histoire :  vestiges des remparts, chemin de ronde, place à arcades, maisons à pans de bois sculptés, demeures à fenêtres à meneaux, manoir romantique. Une antique côte pavée unique dans les Landes, trois tours octogonales et une curieuse chambre d'arrêt lui confèrent sa singularité.

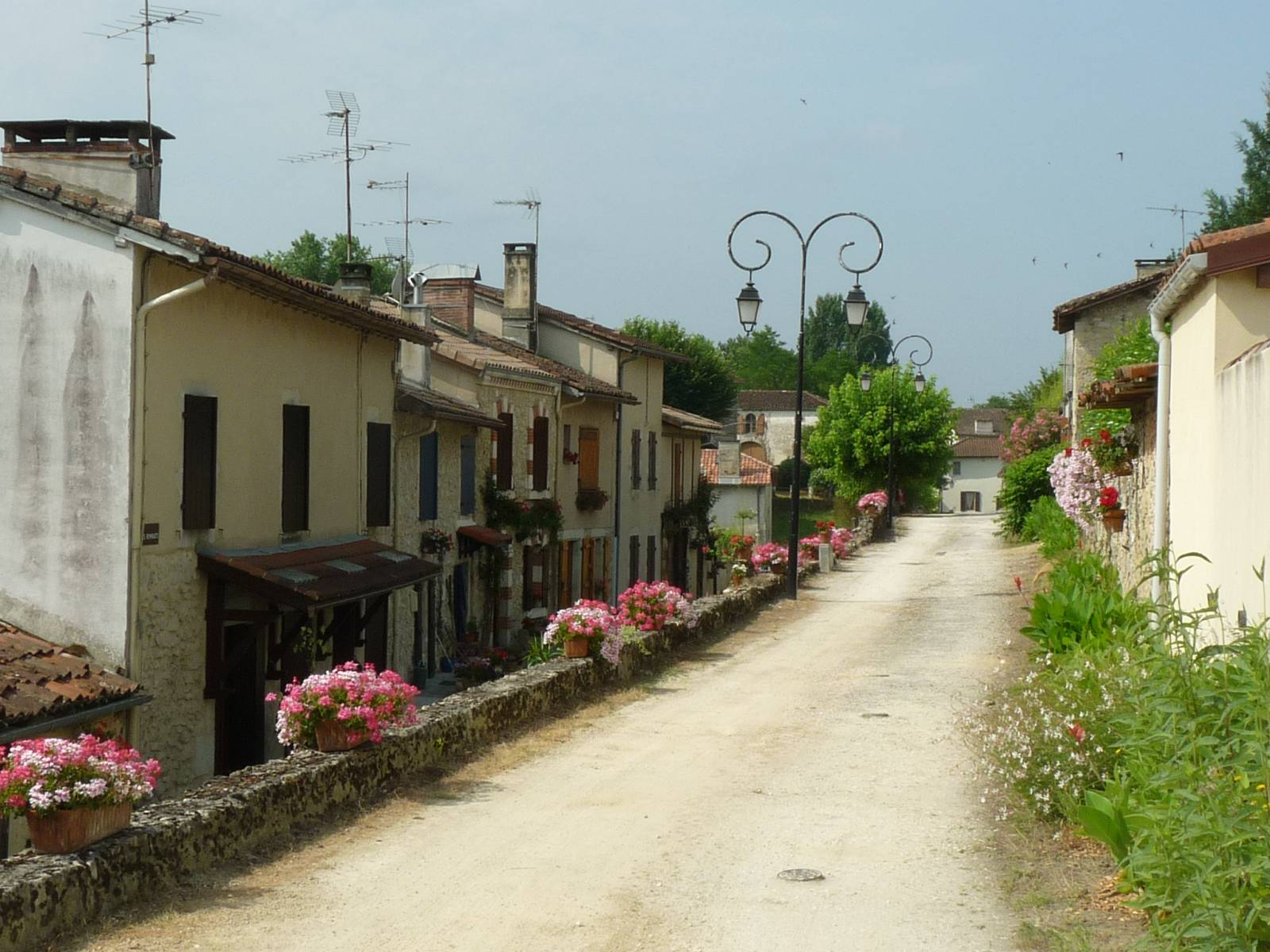
Les remparts côté est.
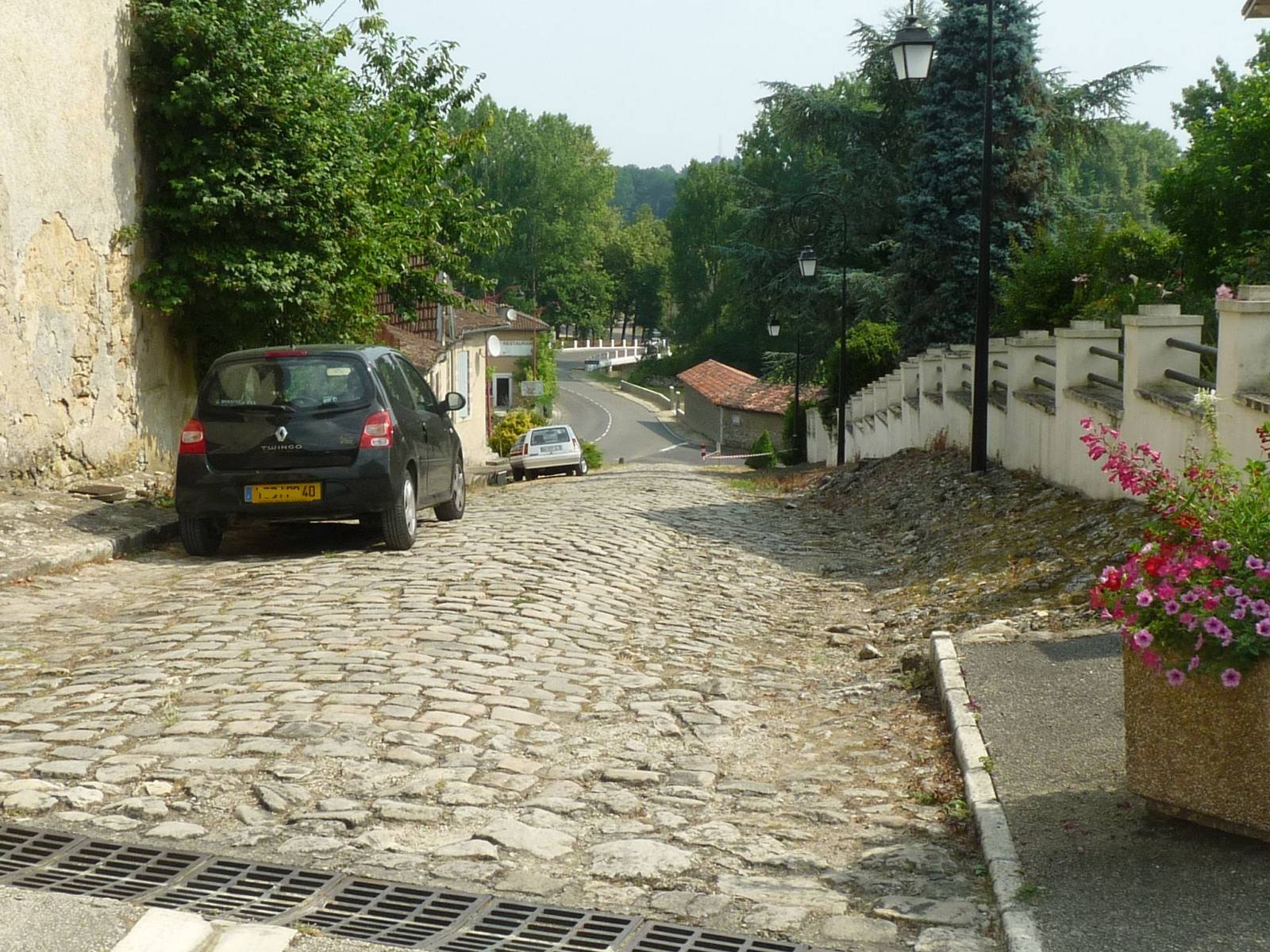
Ancienne rue d'accès à la bastide côté nord.
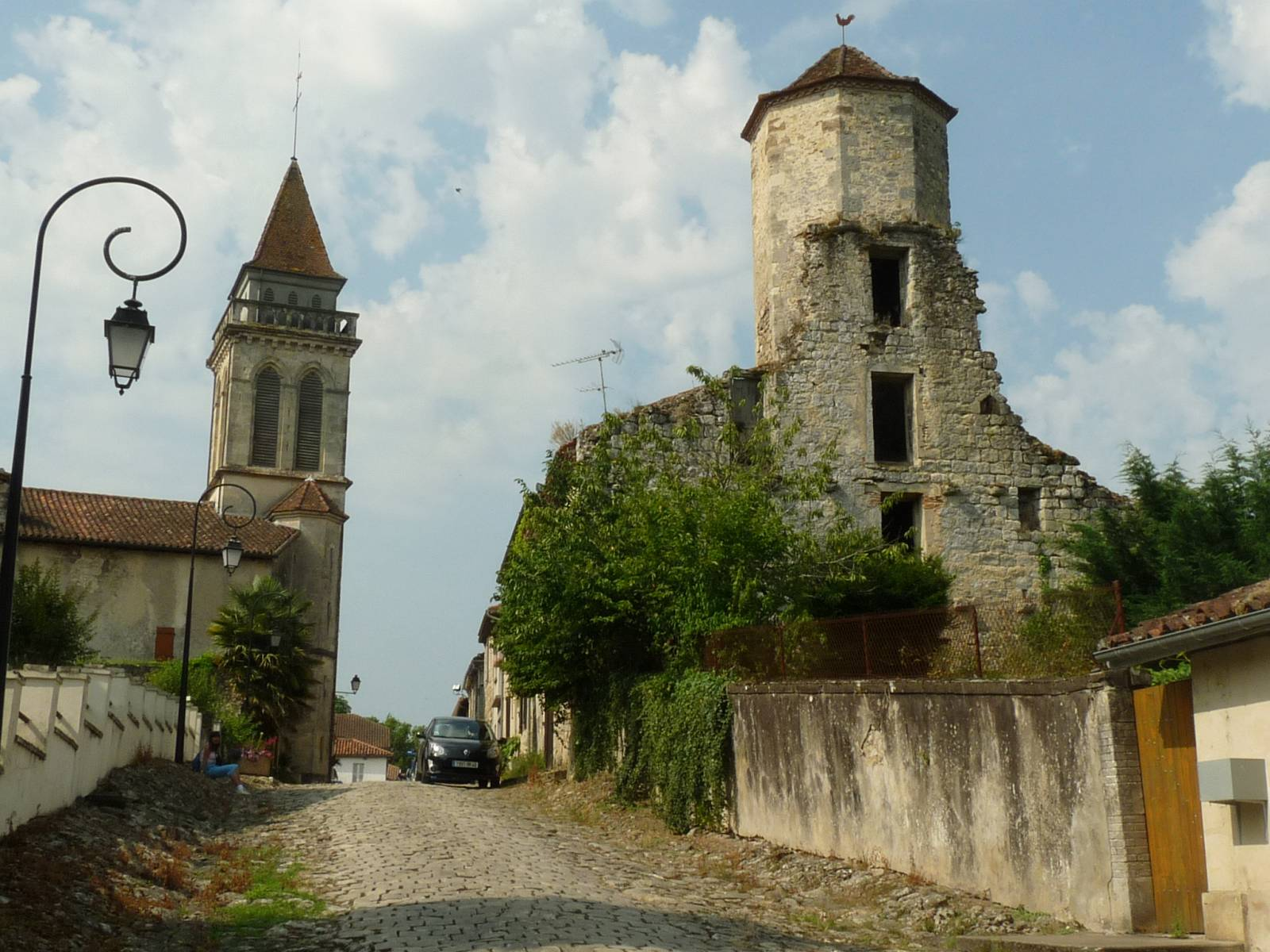
L'église Saint-André de Saint-Justin et la tour des Templiers.
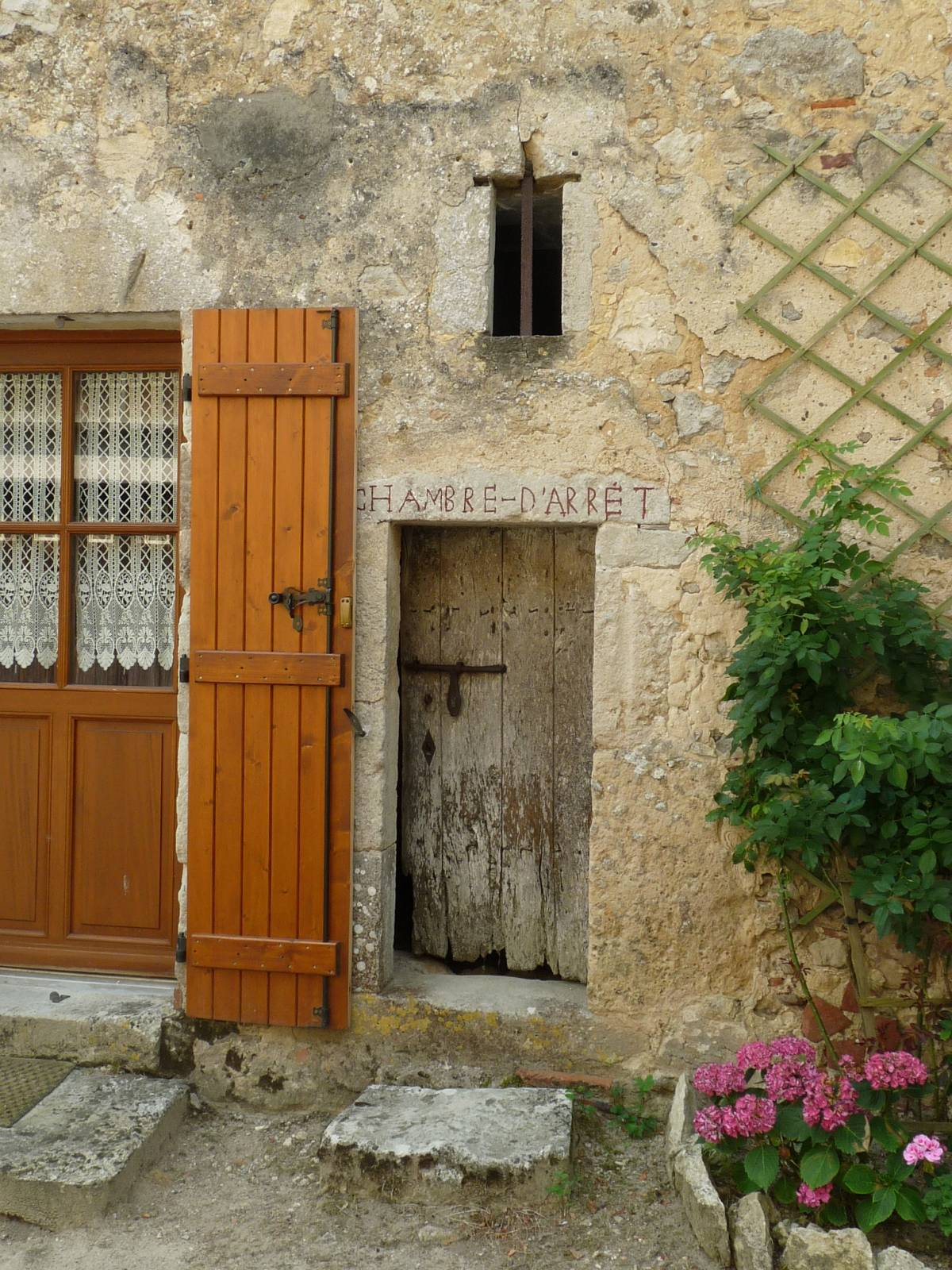
Minuscule prison jouxtant l'église.
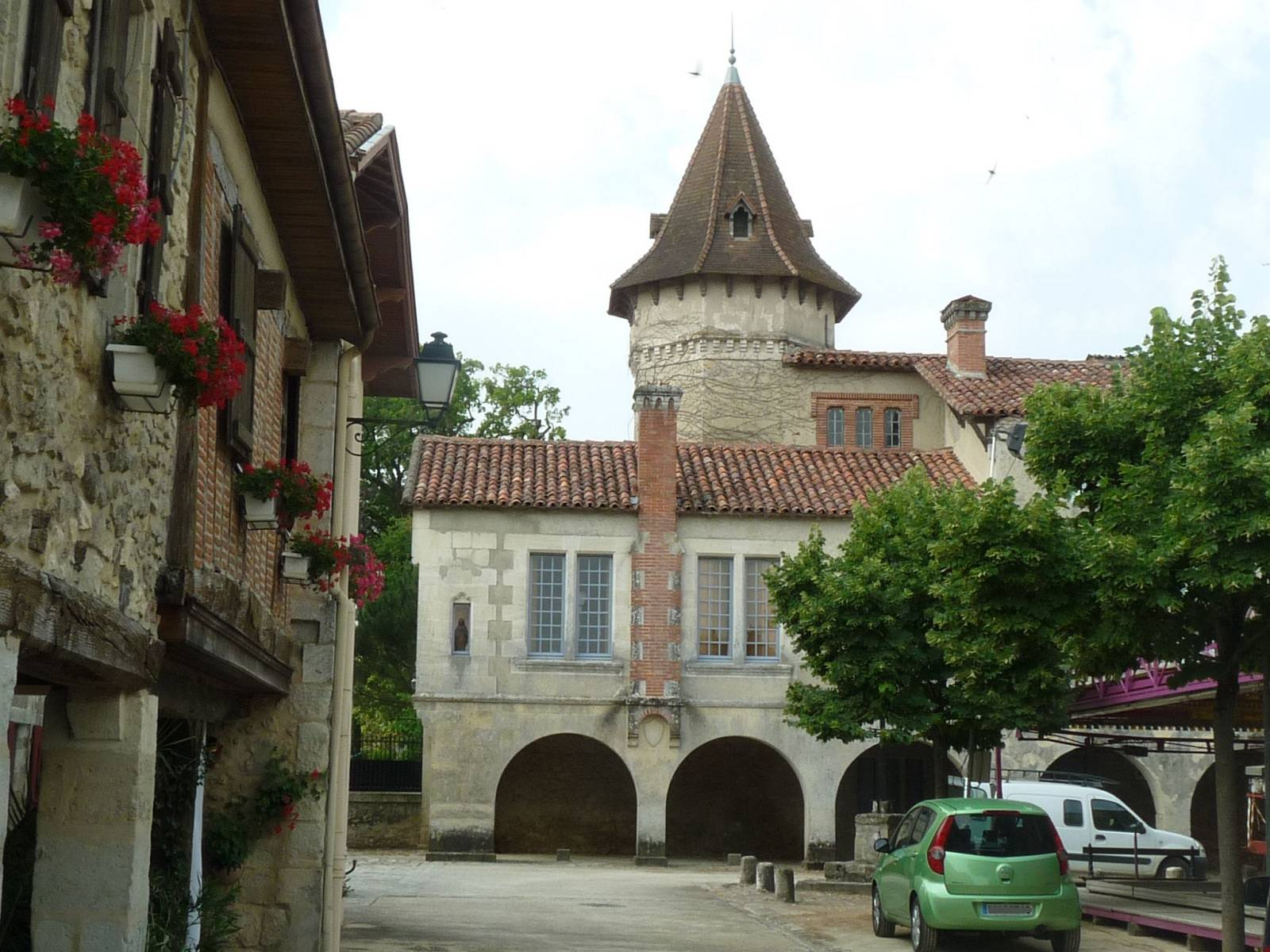
Tour octogonale du manoir de Léon-Dufour vue de la place Principale.

Au-delà du cœur historique, les quartiers offrent leurs propres curiosités, dont trois églises et un château inscrits à l'inventaire supplémentaire des Monuments Historiques :
- Église Saint-Sernin de Douzevielle[27]
- Église Saint-Martin de Noët[28]
- Église d'Argelouse[29]
- Le château de Fondat (XVIIe et XIXe siècles) avec son parc planté d’essences rares est inscrit M.H. depuis 1999[30].

Autre église non inscrite :
- Église Saint-André de Saint-Justin.

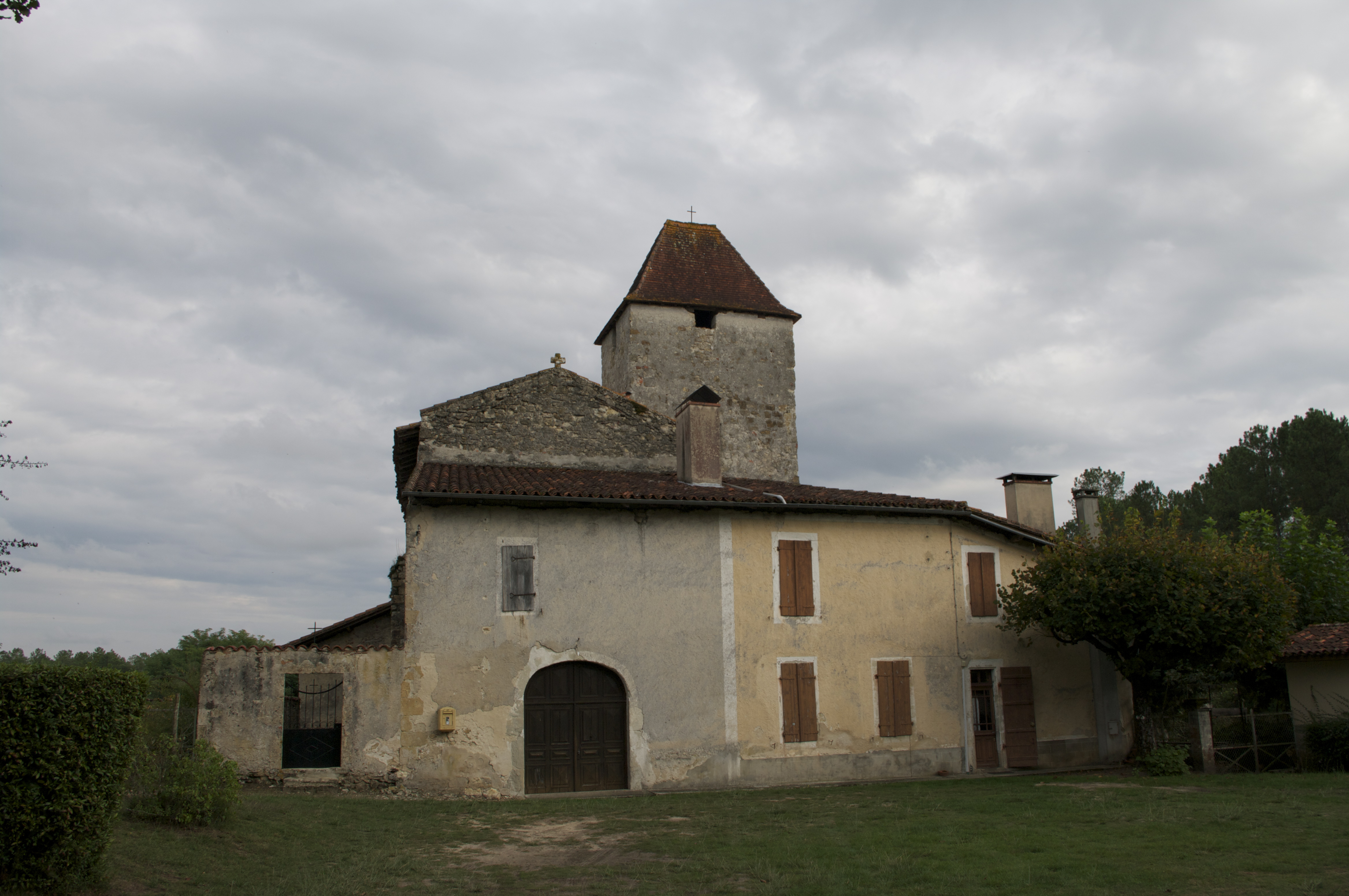
Église Saint-Sernin de Douzevielle.
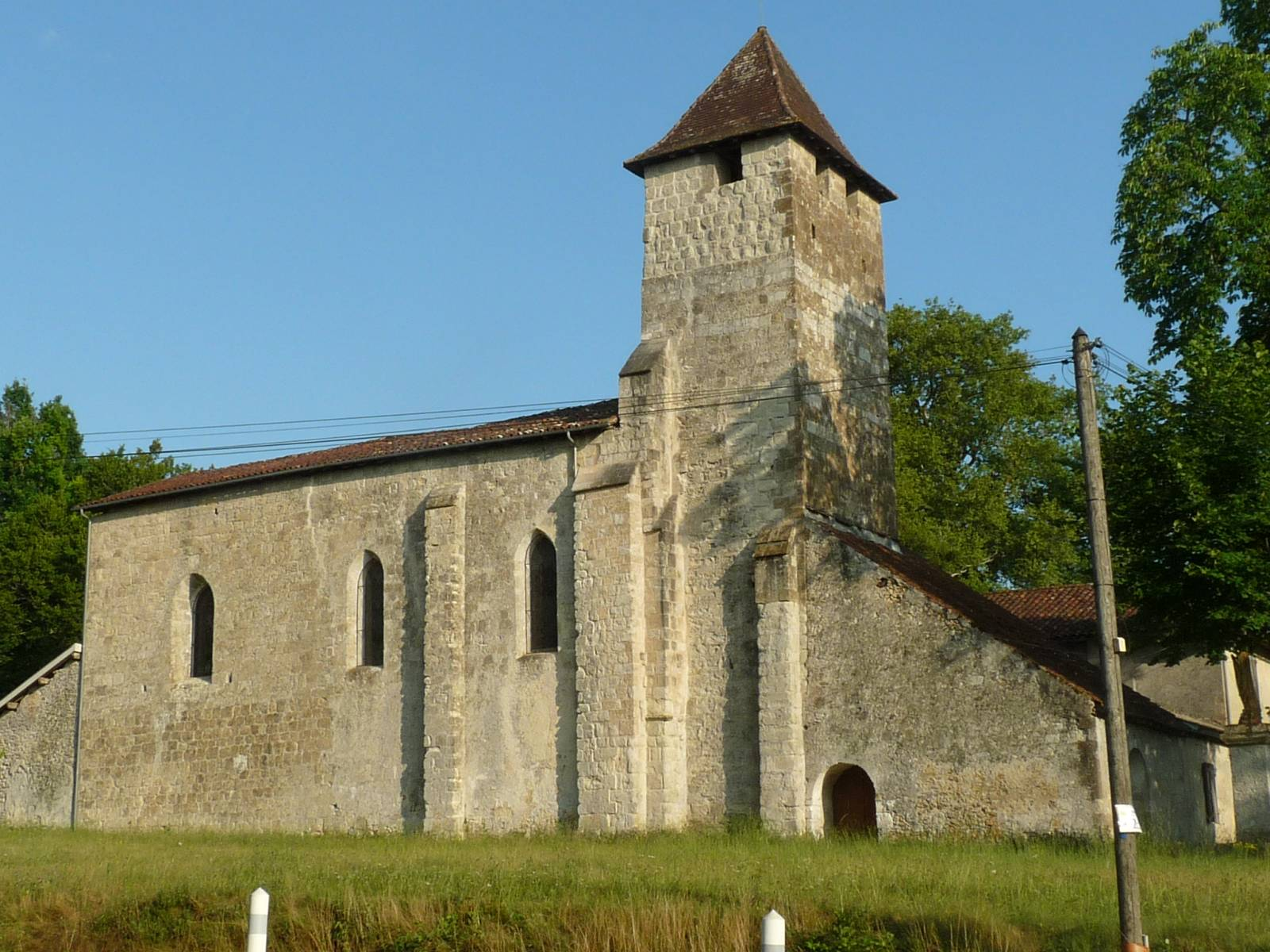
Église Saint-Martin de Noët.
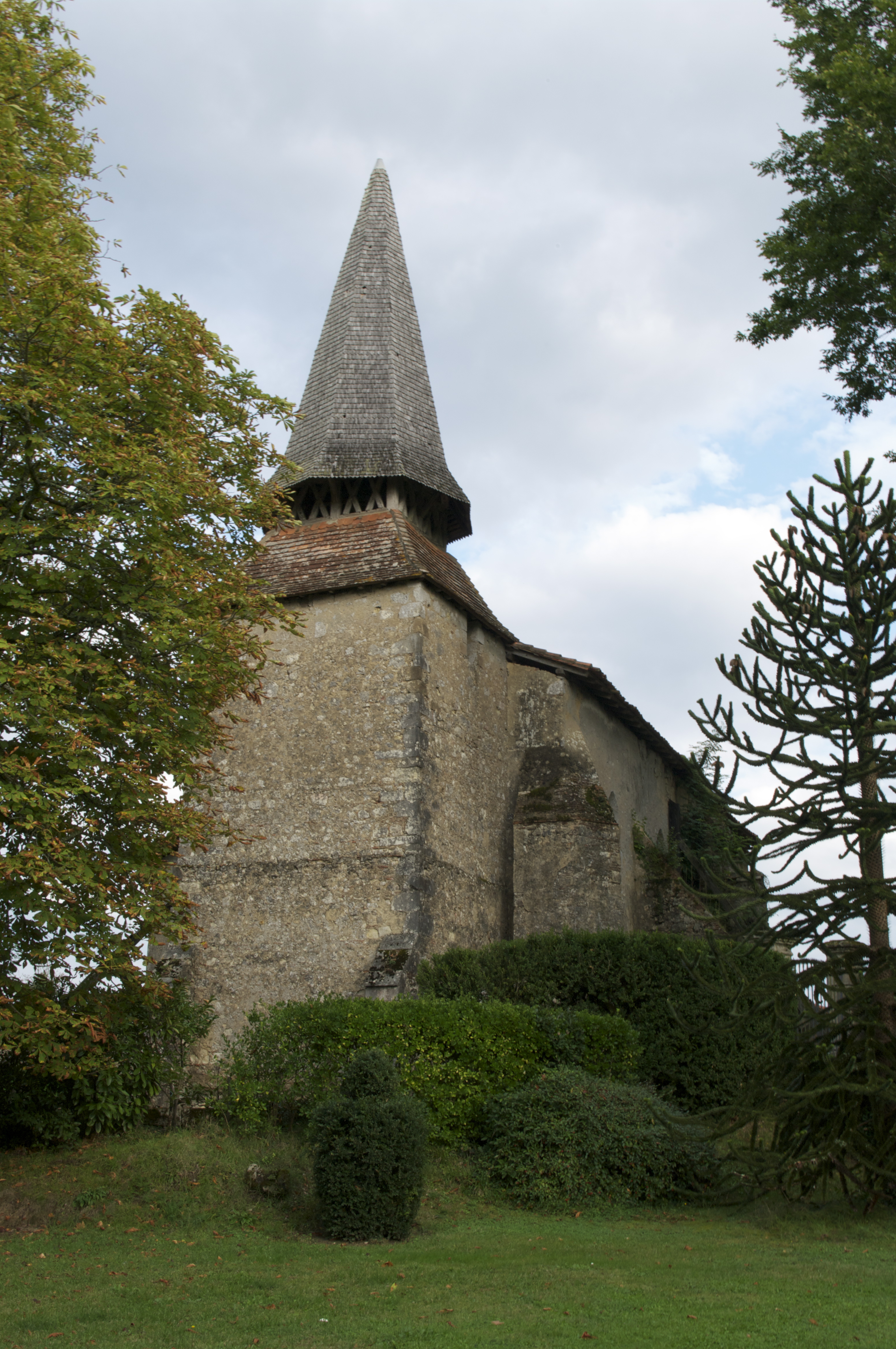
Église d'Argelouse.
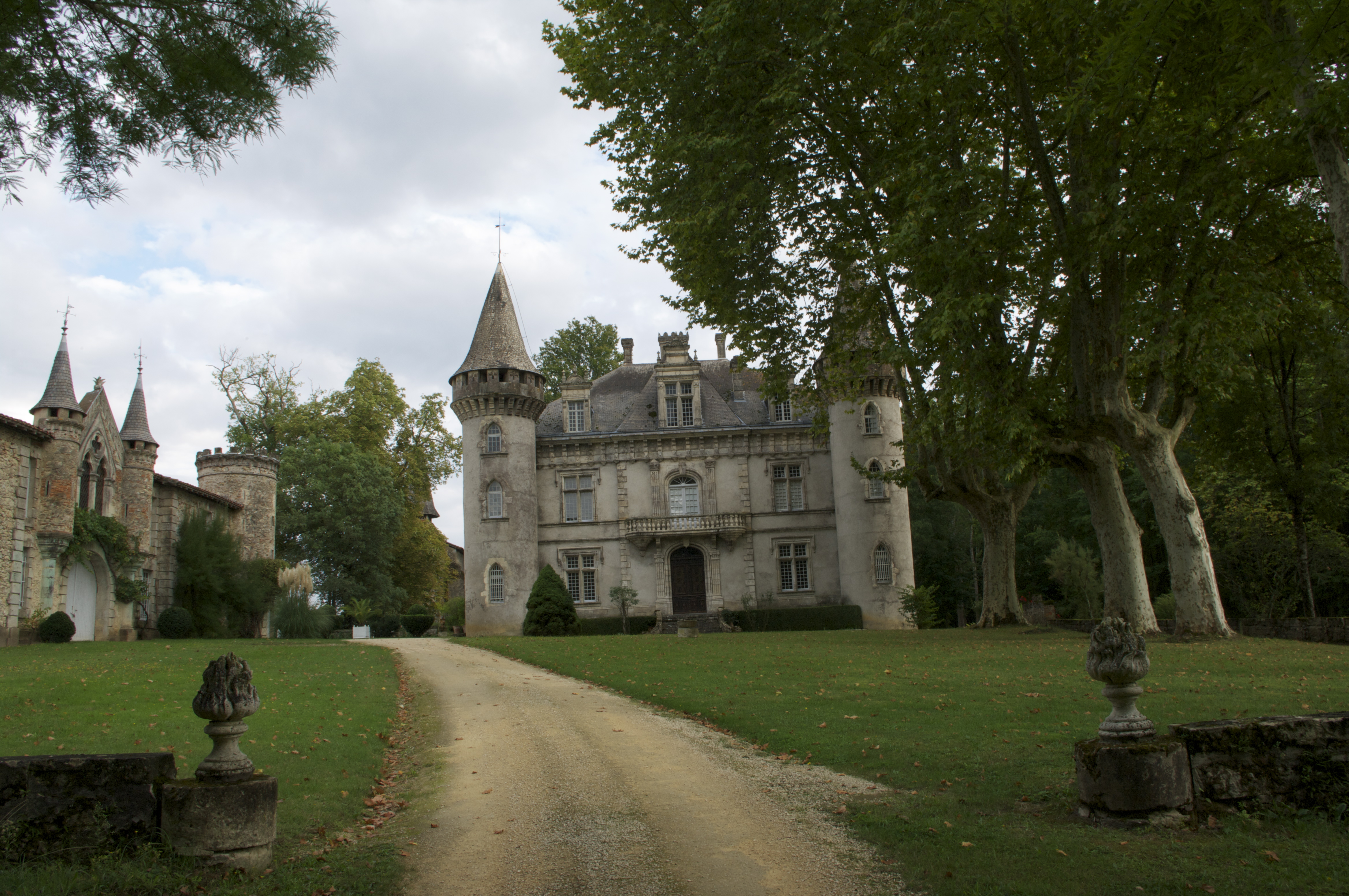
Château de Fondat.

## Personnalités liées à la commune
- Louis Arretche, architecte, y est né en 1905.
- Georges Rousié dit Max Rousié, joueur de rugby à XIII, y est décédé en 1959.